# Fran Vieites
Francisco Barbosa Vieites (Pontecesures, 7 maggio 1999) è un calciatore spagnolo, portiere svincolato.

## Carriera
È cresciuto nel settore giovanile del Bertamiráns dove ha debuttato il 20 marzo 2015 subentrando nei minuti finali dell'incontro di Tercera División perso 5-0 contro il Cerceda. Pochi mesi dopo è stato acquistato dal Celta Vigo che lo ha inserito nel proprio settore giovanile.
Nella stagione 2019-2020 è stato assegnato alla squadra B dove ha giocato in Segunda División B ed il 7 settembre 2020 è passato a titolo definitivo al Lugo. Rimasto inutilizzato alla sua prima stagione con i biancorossi, ha debuttato in Segunda División il 18 settembre 2021 nell'incontro perso 2-1 contro il FC Cartagena.
Rimasto svincolato a fine stagione, il 1º luglio 2022 ha firmato un contratto biennale con il Betis che lo ha assegnato alla squadra B. Ha debuttato in Primera División il 16 settembre 2023 sostituendo a inizio secondo tempo l'infortunato Rui Silva nella partita persa 5-0 contro il Barcellona.

## Statistiche

### Presenze e reti nei club
Statistiche aggiornate al 2 febbraio 2025.
| Stagione        | Squadra         | Campionato      | Campionato | Campionato | Coppe nazionali | Coppe nazionali | Coppe nazionali | Coppe continentali | Coppe continentali | Coppe continentali | Altre coppe | Altre coppe | Altre coppe | Totale | Totale | Totale |
| Stagione        | Squadra         | Comp            | Pres       | Reti       | Comp            | Pres            | Reti            | Comp               | Pres               | Reti               | Comp        | Pres        | Reti        | Pres   | Reti   |        |
| --------------- | --------------- | --------------- | ---------- | ---------- | --------------- | --------------- | --------------- | ------------------ | ------------------ | ------------------ | ----------- | ----------- | ----------- | ------ | ------ | ------ |
| 2014-2015       | Bertamiráns     | TD              | 1          | 0          | CR              | 0               | 0               | -                  | -                  | -                  | -           | -           | -           | 1      | 0      |        |
| 2019-2020       | Celta Vigo B    | SDB             | 15         | -27        | -               | -               | -               | -                  | -                  | -                  | -           | -           | -           | 15     | -27    |        |
| 2020-2021       | Lugo            | SD              | 0          | 0          | CR              | 0               | 0               | -                  | -                  | -                  | -           | -           | -           | 0      | 0      |        |
| 2021-2022       | Lugo            | SD              | 12         | -15        | CR              | 1               | -2              | -                  | -                  | -                  | -           | -           | -           | 13     | -17    |        |
| 2022-2023       | Betis B         | SF              | 34         | -35        | -               | -               | -               | -                  | -                  | -                  | -           | -           | -           | 34     | -35    |        |
| 2023-2024       | Betis B         | SF              | 9          | -11        | -               | -               | -               | -                  | -                  | -                  | -           | -           | -           | 9      | -11    |        |
| 2023-2024       | Betis           | PD              | 4          | -4         | CR              | 0               | 0               | -                  | -                  | -                  | -           | -           | -           | 4      | -4     |        |
| 2024-2025       | Betis           | PD              | 5          | -5         | CR              | 4               | -7              | UECL               | 3                  | -3                 | -           | -           | -           | 12     | -15    |        |
| Totale carriera | Totale carriera | Totale carriera | 80         | -97        |                 | 5               | -7              |                    | 3                  | -3                 |             | -           | -           | 88     | -107   |        |